# ユーコン・コユクック国勢調査地域
座標: 北緯65度17分 西経151度39分 / 北緯65.283度 西経151.650度
ユーコン・コユクック国勢調査地域（ユーコン・コユクックこくせいちょうさちいき、英語: Yukon–Koyukuk Census Area）は、アメリカ合衆国アラスカ州非自治郡の国勢調査地域。州中央部に位置する。最大都市はガリナ。面積は約38万平方キロメートルで、同州の2割以上を占め、日本の国土面積にほぼ相当する。人口は5,343人（2020年国勢調査）。

## 地理
アメリカ合衆国国勢調査局によると、面積は147,805平方マイル (382,810 km2)で、そのうち陸地は145,505平方マイル (376,860 km2)、水域は2,300平方マイル (6,000 km2)、割合は1.6パーセントである。
面積は同国の郡および郡相当の行政区画の中では最も大きく、州規模でみてもアラスカ州を除いた49州のうち47州よりも大きく、これよりも広いのはカリフォルニア州とテキサス州の2州のみである。また日本（約37.8万平方キロメートル）よりわずかに大きい。一方で人口は5千人ほどで、人口密度は極端に低い。
州中央部の3つの国勢調査区が合併し成立した。州中央部に位置し、5郡4国勢調査地域およびカナダと接する。海には面していない。

### 隣接する行政区画
- ノーススロープ郡 - 北
- カナダ・ユーコン準州 - 東
- サウスイーストフェアバンクス国勢調査地域 - 南東
- フェアバンクスノーススター郡 - 南東
- デナリ郡 - 南東
- マタヌスカ・スシトナ郡 - 南
- ベセル国勢調査地域 - 南
- クシルワック国勢調査地域 - 西
- ノーム国勢調査地域 - 西
- ノースウエストアークティック郡 - 北西

## 歴史

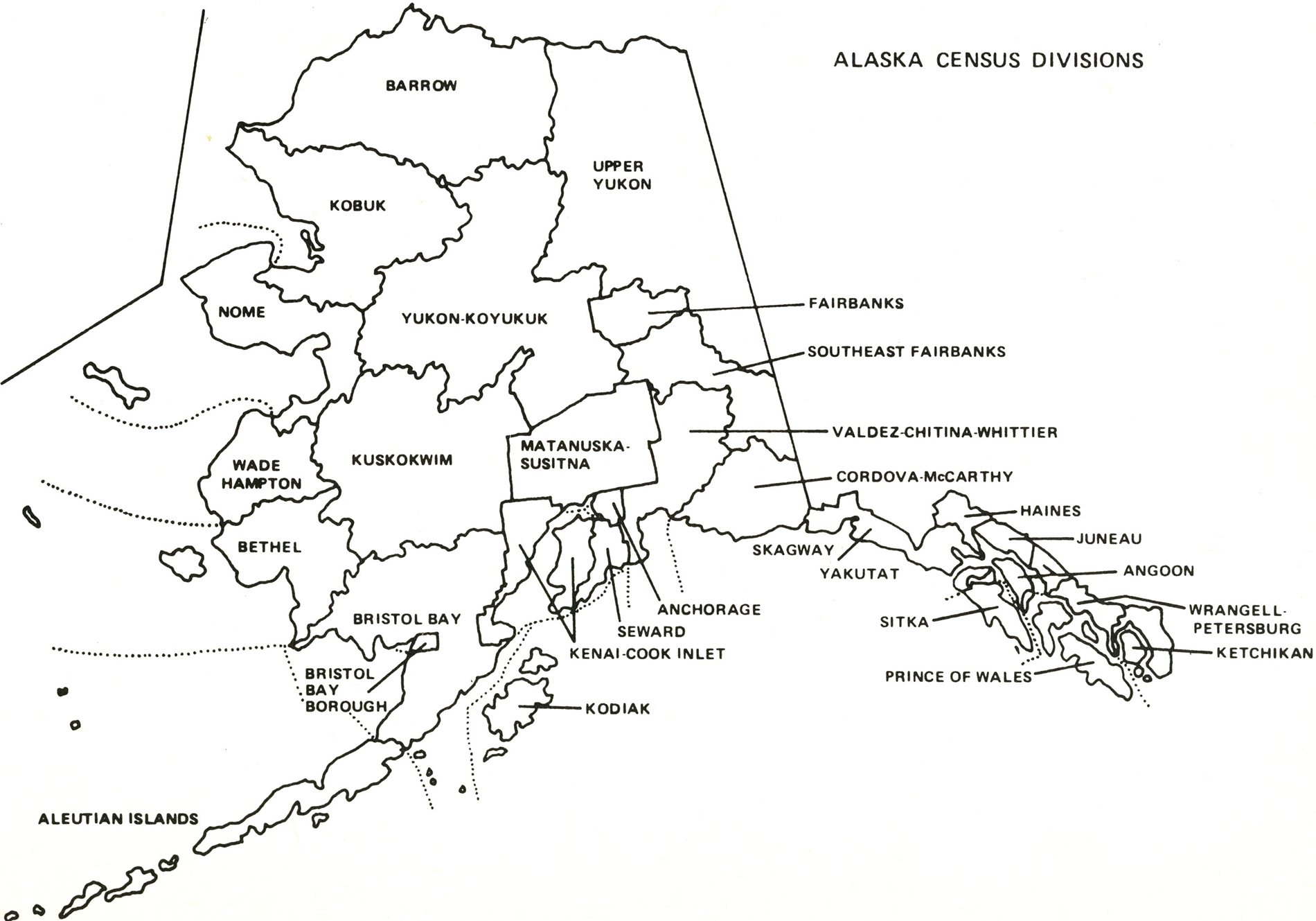
1970年の国勢調査区

1960年の国勢調査はユーコン・コユクック選挙区（Yukon-Koyukuk Election District）、1970年の国勢調査ではユーコン・コユクック国勢調査区（Yukon-Koyukuk Division）と呼ばれた。
1980年、ユーコン・コユクック国勢調査区とカスコクウィム国勢調査区（Kuskokwim Division）とアッパーユーコン国勢調査区（Upper Yukon Division）が合併し、ユーコン・コユクック国勢調査地域が成立した。
1990年12月7日、南東部のデナリ一帯がデナリ郡として分離した。

## 住民
2020年国勢調査によると人口は5,343人で、アラスカ州では17番目に多い。デナリ郡分離前の1990年国勢調査では8,478人を数えたが、分離以降は年々人口が減少している。2023年の推計では5,129人で、人口順位はアリューシャンズウエスト国勢調査地域に追い越され18番目に降格した。
人種・民族別にみるとアラスカ先住民が7割、白人が2割を占めている。
| 人種 / 民族 (NH = 非ヒスパニック)               | 人口 2010 | 人口 2020 | % 2010 | % 2020  |
| ----------------------------------------------- | --------- | --------- | ------ | ------- |
| 白人 (NH)                                       | 1,218     | 1,121     | 21.80% | 20.98%  |
| アフリカ系アメリカ人 (NH)                       | 9         | 6         | 0.16%  | 0.11%   |
| ネイティブ・アメリカンおよびアラスカ先住民 (NH) | 3,967     | 3,818     | 70.99% | 71.46%  |
| アジア系アメリカ人 (NH)                         | 14        | 8         | 0.25%  | 0.15%   |
| 太平洋諸島系 (NH)                               | 6         | 3         | 0.11%  | 0.06%   |
| その他の人種 (NH)                               | 2         | 16        | 0.04%  | 0.30%   |
| 混血 (NH)                                       | 306       | 299       | 5.48%  | 5.60%   |
| ラテン系アメリカ人（ヒスパニック）              | 66        | 72        | 1.18%  | 1.35%   |
| 合計                                            | 5,588     | 5,343     | 100%   | 100.00% |

## 都市

### 市
- アラカケト（英語版）
- アンヴィク（英語版）
- ベトルズ（英語版）
- フォートユーコン
- ガリナ（英語版）
- グレイリング（英語版）
- ホーリークロス（英語版）
- ヒューズ（英語版）
- フスリア（英語版）
- カルタグ（英語版）
- コユクック（英語版）
- マクグラス
- ネナナ（英語版）
- ニコライ（英語版）
- ヌラトー（英語版）
- ルビー（英語版）
- シャゲラック（英語版）
- タナナ（英語版）

### 国勢調査指定地域
ニューアラカケトは2020年国勢調査でアラカケトに編入された。
- アラタナ（英語版）
- アークティック・ビレッジ
- ビーバー
- バーチクリーク（英語版）
- セントラル（英語版）
- Chalkyitsik
- サークル（英語版）
- コールドフット
- エバンスビル（英語版）
- フラット（英語版） - 2020年国勢調査では人口は0人
- フォーマイルロード（英語版）
- Lake Minchumina
- リビングッド（英語版）
- マンリーホットスプリングス（英語版）
- ミント（英語版）
- ランパート（英語版）
- スティーブンスビレッジ（英語版）
- Takotna
- ベネタイ（英語版）
- ワイズマン

### 非法人コミュニティ
- Chandalar
- サークルホットスプリングス（英語版）
- メドフラ（英語版）
- プアマン（英語版）
- テリダ（英語版）

### ゴーストタウン
- Holikachuk
- イディタロッド（英語版）
- オファー（英語版）
- プロスペクトクリーク（英語版）
- Tofty